# 미켈레 스카르포니

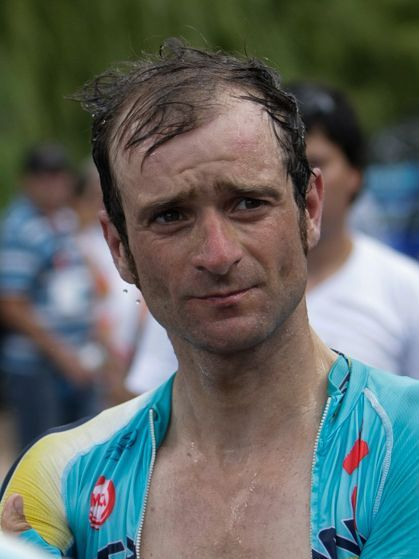

미켈레 스카르포니(Michele Scarponi, 1979년 9월 25일 ~ 2017년 4월 22일)는 이탈리아의 도로 자전거 경주자로서 2002년부터 2017년 사망할 때까지 여러 팀(Acqua e Sapone–Cantina Tollo, Domina Vacanze–Elitron, Würth, Acqua & Sapone–Caffè Mokambo, Androni Giocattoli, Lampre–Merida, Astana 등)에서 프로 선수로 활동했다. 스카르포니는 자신의 경력 가운데 21번의 프로 승리를 거두었다.
스카르포니는 8살 때 마르케주 지역의 지역 팀에서 사이클링을 시작했으며 거의 10년을 이 팀과 함께 보냈고 1997년 이탈리아 전국 주니어 로드 레이스 챔피언십에서 우승했다. 그 후 그는 아마추어 팀에서 4년을 보냈다.
도핑 금지 이후 펠로톤으로 돌아온 스카르포니는 2009년 디퀴지오반니-안드로니(Diquigiovanni–Androni)와 함께 첫 메이저 우승을 차지했다. 그는 티레노-아드리아티코에서 스테이지 부문과 일반 등급 부문에서 우승했으며 지로 디탈리아에서 두 번의 스테이지 부문 승리를 거두었다. 이탈리아에서는 질베르토 시모니(Gilberto Simoni)의 전반적인 도전을 위해 도메스티크로 배치되었다. 그는 2010 지로 디탈리아에서 처음으로 그랜드 투어에서 안드로니 지오카톨리(Androni Giocattoli) 팀을 이끌었고, 전체 4위를 차지했으며 2년 연속 스테이지 부문 우승을 차지했다.
그 후 그는 2011년부터 2013년까지 Lampre-ISD 팀에서 3년을 보냈다.
스카르포니는 도핑과 관련하여 두 차례의 자격 정지를 받았다. 2007년 5월, 이탈리아 국가 올림픽 위원회(CONI)와의 회의 이후 2008년 8월까지 경기 출전이 정지되었다. 2012년 말에 스카르포니는 이탈리아 선수인 미켈레 페라리와 함께 의료 테스트를 수행했다고 인정한 후 3개월 동안 출전 금지 처분을 받았다. 그 이름은 사이클링에서 수많은 도핑 사례와 연관되어 있으며 올해 초 미국 반도핑국(USADA)에 의해 스포츠에서 평생 금지 처분을 받은 의사이다.